# Борис Суварін
Борис Суварін (фр. Boris Souvarine; 5 листопада 1895, Київ — 1 листопада 1984, Париж) — французький політичний діяч і письменник, історик, комуніст-антисталініст.

## Біографія
Борис Костянтинович Ліфшиц народився в Києві в 1895 році у єврейській сім'ї, син Костянтина (Калмана) Ліфшица і Міни Штейнберг. Десь у 1900 році його сім'я переїхала в Париж і згодом прийняла французьке громадянство. Навчався на ювеліра. У 1914 році вступив у французьку секцію робітничого інтернаціоналу. Працював у газеті Жана Лонге Le Populaire і виданні Максима Горького Нове життя. Прийняв псевдонім «Суварін» за іменем російського революціонера — персонажа роману Еміля Золя «Жерміналь». Відомо відкритий лист В. І. Леніна Борису Суваріну (1918; Твори, т. 30).
17 травня 1920 року в ході облави урядових сил був заарештований за звинуваченням в «анархістській змові», але звільнений в березні 1921 року з Фернаном Лоріо і П'єром Монаттом. Був одним із засновників Французької комуністичної партії (перебуваючи в ув'язненні, був поряд з Лоріо обраний почесним головою Турського конгресу Французької секції Робітничого інтернаціоналу, на якому більшість підтримала трансформацію в компартію), входив в її керівництво. Делегат 3-го конгресу Комінтерну, член Виконкому Комінтерну, — в цей час жив, в основному, в Москві.
В 1924 році підтримував Троцького проти Сталіна, був знятий зі своїх посад в Комінтерні. Повернувся до Франції, зблизився з Альфредом Росмером й іншими троцькістами.
У 1925 році видавав «Bulletin Communiste», організував марксистсько-ленінський комуністичний гурток (згодом Демократичний комуністичний гурток). У 1927 розійшовся з Троцьким з низки питань. Зокрема, Суварін вважав систему, що існувала в СРСР, державним капіталізмом, в той час як Троцький — «деформованою робітничою державою».

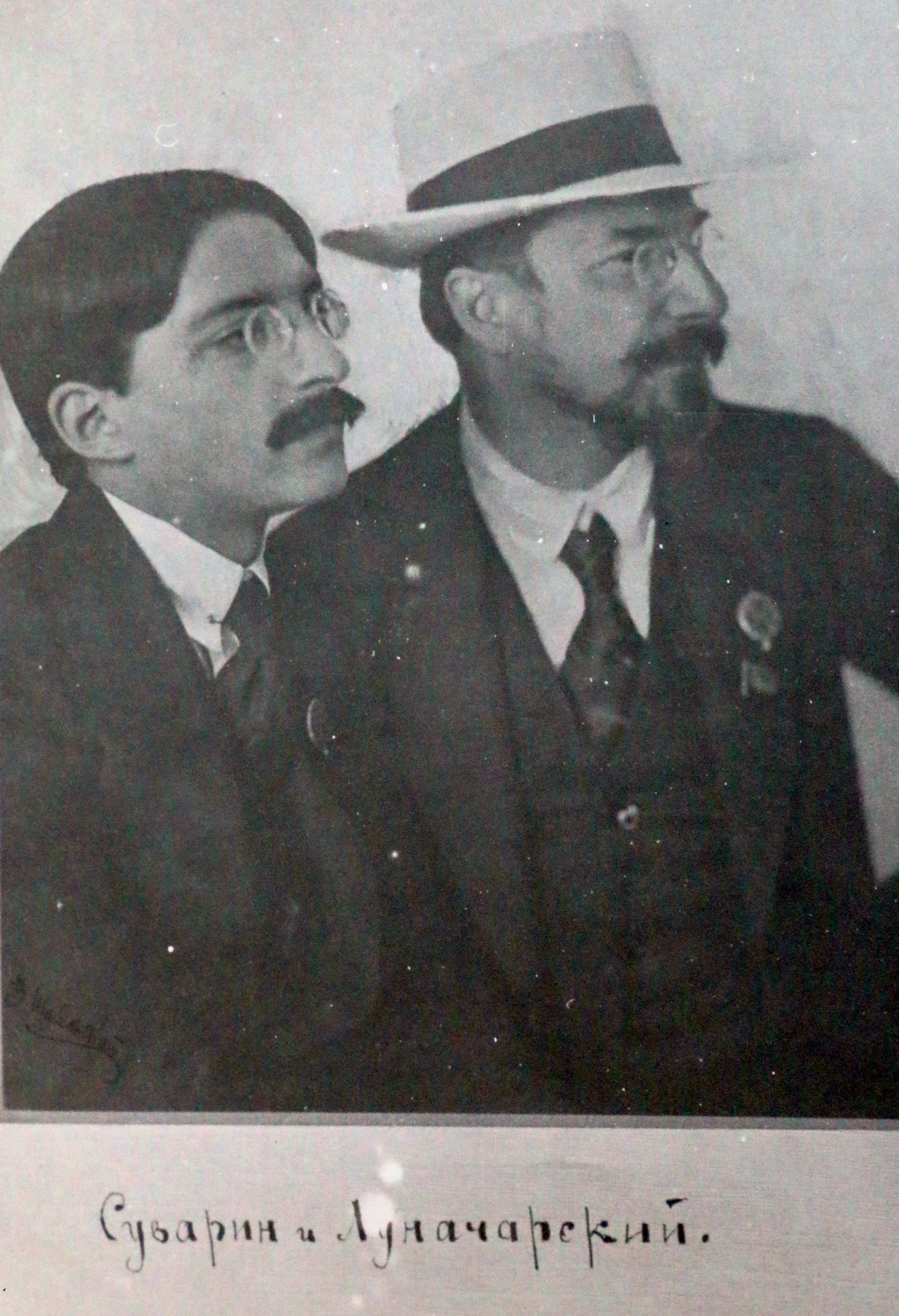
Борис Суварін і Анатолій Луначарський

В 1935 році написав біографію Сталіна «Сталін. Нарис історії більшовизму». Того ж року заснував Інститут соціальної історії (Institut d'Histoire Sociale), який збирав матеріали з історії комунізму, СРСР і робітничого руху — французьке відділення амстердамського Міжнародного інституту соціальної історії. Згодом порвав з комунізмом, однак продовжував досліджувати це політичне явище як історик.
Під час Другої світової війни був заарештований урядом Віші, але відпущений завдяки спочутливому офіцеру і втік до США. Після війни видавав журнали «Est-Ouest» і «Le Contrat social». Був членом антисталіністських лівих організацій.
Дружив і співпрацював з Панаїтом Істраті, залишив спогади про Бабеля, згодом листувався з Солженіциним.
Помер в Парижі у 1984 році.

## Праці
- Staline, aperçu historique du bolchévisme, Plon, 1935.
- Cauchemar en URSS, Revue de Paris, 1937.
- Ouvriers et paysans en URSS, Librairie du travail, 1937.
- Un Pot-pourri de Khrouchtchev : à propos de ses souvenirs, Spartacus, 1971.
- Le Stalinisme, Spartacus, 1972.
- Autour du congrès de Tours, Ivrea, 1981.
- L’observateur des deux mondes et autres textes, La Différence, 1982.
- Souvenirs sur Isaac Babel, Panaït Istrati, Pierre Pascal — suivi d’une lettre à Alexandre Soljenitsyne, Lebovici, 1985.
- A contre-courant (recueil de textes de 1925 à 1939), Denoël, 1985.

## Подальше життя псевдоніма
Псевдонім «Борис Суварін» був використаний російським журналістом Леонідом Радзиховським в деяких публікаціях періоду 2007—2009 років.